# Mongoolse dwerghamster
De Mongoolse dwerghamster (Allocricetulus curtatus)  is een zoogdier uit de familie van de Cricetidae. De wetenschappelijke naam van de soort werd voor het eerst geldig gepubliceerd door G.M. Allen in 1925.

## Voorkomen
De soort komt voor in China, Mongolië en Rusland.